# Hockey Club Bolzano
L'Hockey Club Bolzano (in tedesco Hockey Club Bozen o anche HC Bozen) è una squadra di hockey su ghiaccio di Bolzano. È la squadra che vanta, in Italia, il maggior numero di scudetti vinti. Dalla stagione 2013-2014 gioca tuttavia nel campionato mitteleuropeo denominato ICE Hockey League, che vinse già nella stagione di debutto.

## Storia

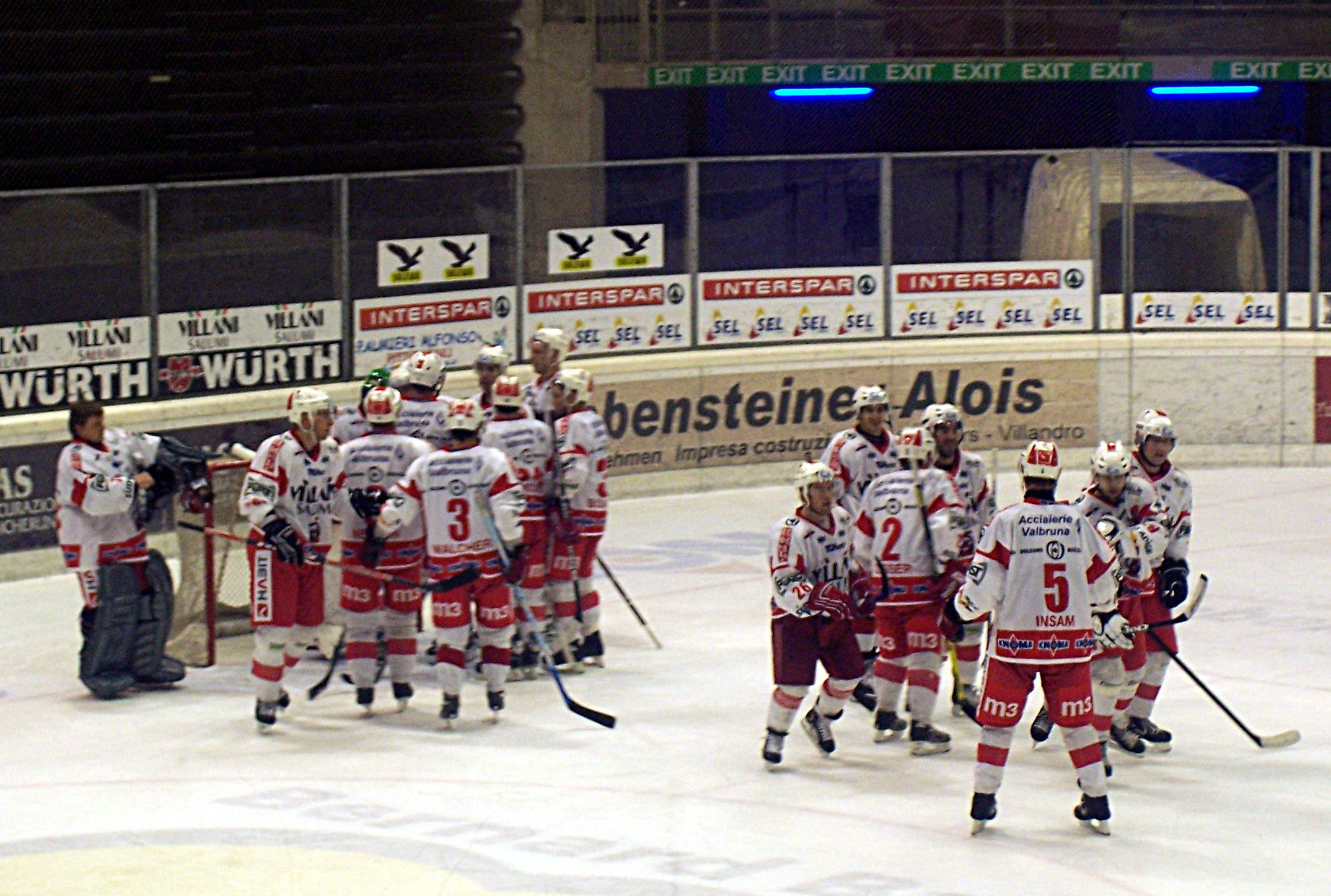
Il Bolzano sul ghiaccio di casa nel 2006

L'Hockey Club Bolzano fu fondato nel 1933. La grande crescita dell'attività hockeistica italiana avvenne però soprattutto nel dopoguerra e in particolare nel nord-est proprio grazie alle formazioni dell'Hockey Club Bolzano e dell'Hockey Club Ortisei (in seguito HC Gardena) che si aggiunsero alle rivali milanesi e al Cortina. Dopo Milano anche Cortina uscì dal giro del grande hockey e dal 1976 al 1985 fu tutto un derby altoatesino fra il Bolzano, vincitore di 7 scudetti, ed il Gardena che ne vinse 3. Nel 1988 il Bolzano cucì la stella sulle maglie (decimo scudetto).
Dal 1995 il Bolzano ritorna alla ribalta nazionale vincendo 5 scudetti in sei anni e diventando la formazione italiana più scudettata con sedici trionfi (verrà eguagliato dal Cortina nel 2007).  Dalla stagione 1998/99 adotta il soprannome Foxes in onore dell'allora sponsor Birra Forst e dei suoi proprietari: la famiglia Fuchs (che in italiano significherebbe letteralmente "volpe"). Nella stagione 1999/00, l'Asiago deve arrendersi in finale contro il Bolzano, dopo aver dominato la stagione: dopo questo successo dovranno passare altri 8 anni prima di rivedere i biancorossi conquistare lo scudetto.
Nel 2000 la società modifica la sua denominazione ed assume il nuovo nome di Hockey Club Bolzano 2000. Dopo 8 anni di assenza, nel 2007-08 vince in finale playoff il derby con il Renon e si aggiudica così il 17º titolo, tornando quindi ad essere la squadra col maggior numero di tricolori conquistati, dopo essere stata raggiunta l'anno prima dal Cortina. Nel 2008 il Bolzano tornerà poi a disputare una competizione europea, la Continental Cup, ospitando (e vincendo) al Palaonda anche uno dei gironi, tra il 21 e il 23 novembre 2008. La qualificazione ottenuta portò i biancorossi per la prima volta alla fase finale di una competizione europea IIHF.

### L'approdo in Erste Bank Eishockey Liga
Nel corso dell'estate del 2013 il club bolzanino fece richiesta per accedere alla EBEL, il campionato austriaco, rimasto con sole 11 formazioni e con la possibilità così da riportarne il numero a 12. Il 26 giugno 2013 la FISG e la LIHG diedero ufficialmente al Bolzano il via libera al trasferimento nella lega austriaca, campionato a cui più volte il Bolzano (già dal 2008) aveva pensato - e tentato - di iscriversi, in quanto considerato di maggior livello e visibilità rispetto a quello italiano. La scelta fu anche motivata dalla necessità di reperire nuovi sponsor dato che la squadra non versava in una buona situazione finanziaria. Contestualmente (dopo aver siglato un accordo con i vertici della Lega austriaca per 3 anni di permanenza nel campionato austriaco), nel campionato italiano si iscrisse una seconda squadra del Bolzano, in serie B (allora terza serie del torneo).

### Il titolo al primo anno di partecipazione
Nel febbraio 2014, approfittando della pausa dei campionati dovuta alle Olimpiadi di Soči 2014, il Bolzano organizzò un triangolare per festeggiare gli 80 anni della società, contro Dragons de Rouen (squadra del campionato francese) e Jugra Chanty-Mansijsk (squadra iscritta in KHL). La vittoria andò al team russo, vittorioso in ambo gli incontri disputati, mentre il Bolzano perse, seppur di misura, tutte e due le partite giocate e si piazzò all'ultimo posto. L'esordio nel campionato austriaco fu invece già dall'inizio molto positivo, con la squadra che giocò un'ottima regular season, piazzandosi al quarto posto e garantendosi così l'accesso ai playoff per il titolo, titolo che poi, a sorpresa, vinse (prima squadra estera a riuscire nell'impresa) nella decisiva gara-5 giocata al palazzo del ghiaccio di Salisburgo contro il team dei Red Bull Salzburg, società che aveva investito un budget molto più elevato della squadra italiana per allestire il proprio roster. La rete della vittoria all'overtime di gara 5 fu segnata dallo sloveno Ziga Pance.
Grazie alla vittoria della EBEL il Bolzano si garantirà l'accesso alla prima edizione della Champions Hockey League, prestigioso torneo per club. Disputerà tale manifestazione e il secondo anno in EBEL nonostante numerose difficoltà finanziarie che rischiarono di compromettere l'iscrizione del team a tali competizioni, solo in extremis infatti la società altoatesina confermerà la sua partecipazione a tali tornei. Anche per questo motivo, col roster ancora non allestito e senza aver disputato la preparazione, l'esordio in coppa sarà piuttosto deludente: il Bolzano verrà infatti sconfitto per 9-0 in casa della squadra finlandese del TPS. Nelle successive partite gli altoatesini si comporteranno meglio, ma non riusciranno ad accedere alla fase successiva in virtù del terzo posto ottenuto nel rispettivo girone (le altre due squadre della EBEL vinceranno invece i propri raggruppamenti).
Nella stagione EBEL 2014/15 il Bolzano riuscì ad approdare ai playoff tramite il Qualification Round. Uscì però ai quarti di finale, per mano del Linz, al termine di un'agguerritissima serie terminata a gara 7.
La stagione EBEL 2015/16 fu ancora positiva per i biancorossi, che approdarono ai playoff terminando al quarto posto la stagione regolare (dopo il pick-round) e, per il secondo anno consecutivo, incontrarono i Black Wings Linz ai quarti di finale playoff. Una serie molto equilibrata e un Palaonda gremito in gara 5 con oltre 7.000 spettatori non consentirono però ai biancorossi di superare lo scoglio e gli austriaci riuscirono a spuntarla in sei gare.

### Il nuovo logo e la nuova "rinascita"

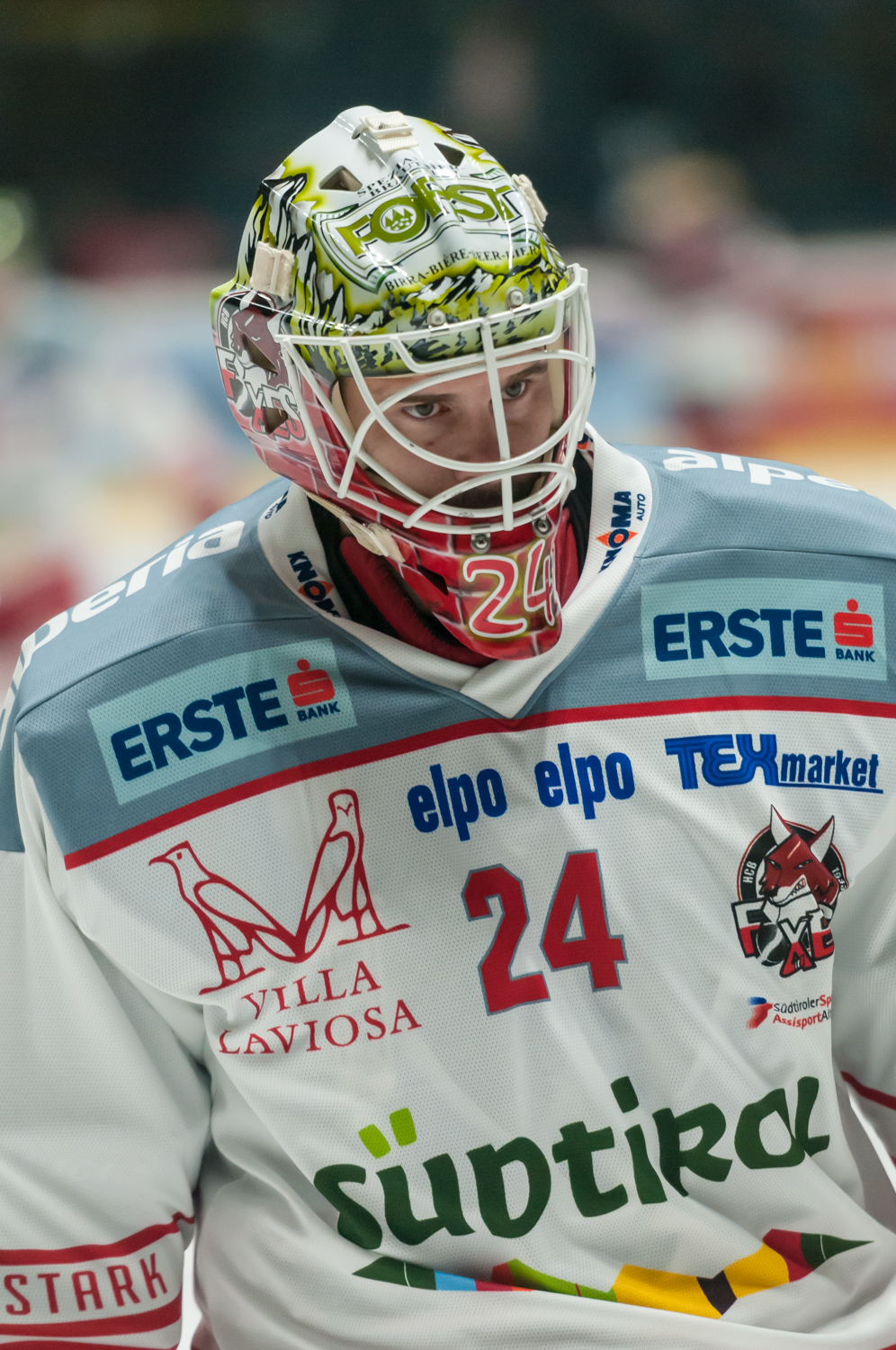
La maglietta nel 2016

Il 19 maggio 2016, in una conferenza stampa, la società comunica il nuovo nome completo della squadra, HCB Südtirol-Alto Adige Alperia, e rivela anche il nuovo logo. Nell'occasione è stata anche presentata una programmazione dettagliata della preseason, segno di un "rinascimento" della società dopo i problemi finanziari degli anni passati.
La stagione EBEL 2016/17 vede il Bolzano ricostruire una delle squadre più forti degli ultimi anni smontata dalle partenze di giocatori come Joel Broda passato al Linz e gli attaccanti Taylor Vause e Jerry Pollastrone invece al Vienna. Alle importanti riconferme di Nick Palmieri e Brodie Reid, l'amministratore delegato Dieter Knoll completa la rosa affidata ancora a coach Tom Pokel con gli arrivi di giocatori come Travis Oleksuk, Ryan Glenn e il portiere slovacco Marcel Melichercik che saranno protagonisti della seguente stagione. La stagione hockeystica vede i Foxes eguagliare le 24 vittorie della stagione precedente e qualificarsi al sesto posto della regular season. Dopo un via vai di giocatori il Bolzano si appresta a cominciare i playoffs con il ritorno dell'attaccante Andrew Yogan e l'aggiunta dell'ala Lindsay Sparks per sostituire l'infortunato Nick Palmieri. Il Linz piazzatosi alla quarta posizione nella RS si vede costretto a pescare il Bolzano per la terza stagione consecutiva. Questa volta però il Bolzano chiude la serie a gara-5 grazie e va ad affrontare in semifinale i Vienna Capitals vincitori della Regular Season. In semifinale la formazione austriaca è semplicemente troppo forte e vince la serie in sole 4 gare complice anche l'infortunio in gara 1 del miglior giocatore dei Foxes, Brodie Reid. I Capitals vinceranno la EBEL 2016/17 con un incredibile record ai playoffs di 12 vittorie in altrettante partite.

### Il "Miracle on Ice" del 2017/18
La stagione EBEL 2017/18 si rivelerà poi la più difficile e la più incredibile dei Foxes nel campionato austriaco, tanto che su di essa lo scrittore bolzanino Daniele Rielli girerà il documentario "Hockeytown". Infatti dopo i consueti cambiamenti in estate che vedono l'allontanamento di coach Tom Pokel a favore di Pat Curcio, anche il roster viene rivoluzionato: tra le grandi perdite ci sono da segnalare la partenza di Marco Insam per la Finlandia, il difensore Ryan Glenn approdato al Villach, Andrew Yogan all'Innsbruck, e il top scorer Brodie Reid andato invece a rinforzare il Dornbirn oltre che alla partenza di Nick Palmieri. Tra i tanti nuovi acquisti della squadra assemblata da Knoll e i suoi collaboratori ci sono i due ex Nhl'ers Mike Angelidis e Mike Halmo, lo sniper Austin Smith arrivato dall'Innsbruck, l'attaccante italo-canadese Alex Petan e il difensore Mat Clark anche lui con un passato in NHL.
Nonostante le molte aspettative l'inizio del Bolzano è da dimenticare tant'è che a novembre la squadra si trova all'ultimo posto in classifica. A pagarne le conseguenze sono prima il portiere Marcel Melichercik sostituito in primo luogo da Matt Climie il quale si infortuna nella vittoria contro il Linz e quindi arriva l'ottimo Jakub Sedláček che però lascia dopo 6 partite e viene a sua volta sostituito da Pekka Tuokkola (ex Klagenfurt e Vienna Capitals). Oltre al valzer dei portieri anche Pat Curcio viene sollevato dall'incarico poco dopo per essere sostituito dal finlandese Kai Suikkanen. Con l'arrivo di coach Suikkanen e il rientro graduale degli infortunati oltre all'aggiunta degli attaccanti Angelo Miceli e Mattias Sointu, il Bolzano si risolleva e arriva a sfiorare il pick round prima di qualificarsi ai playoffs all'ultima partita battendo l'Orli Znojmo ai rigori dopo essere stati sotto 3-0.
Nonostante il poco raccomandabile ottavo posto al termine di una stagione assurda nessuna delle prime tre squadre qualificate ha il coraggio di scegliere il Bolzano e quindi tocca al Klagenfurt affrontare i biancorossi ai quarti di finale che vedono la formazione italiana vincere la serie 4-2. In semifinale i Foxes affrontano ancora una volta i Vienna Capitals che hanno di nuovo vinto la regular season e che hanno perso solamente 2 partite su 18 negli ultimi due anni ai playoffs. Nonostante tutti i pronostici diano il biancorossi come sfavoriti, la formazione di coach Suikkanen dopo aver perso gara-1 per 4-0, pareggia in gara-2 vincendo per 4-1 e trionfa nelle successive tre partite 3-2(ot); 5-2 e 2-1 per accedere alla sua seconda storica finale della EBEL, contro il Red Bull Salzburg.
La finale vede gli altoatesini, anche in questo caso sfavoriti dal pronostico, trionfare al termine di una emozionante serie decisasi solo alla settima gara, conclusasi sul punteggio di 3-2 per la formazione bolzanina. A fine partita, il capitano Alexander Egger annuncia il ritiro, cedendo il posto ad Anton Bernard.
Con la qualificazione in finale l'HCB Südtirol/Alto Adige Alperia si aggiudica anche il diritto di partecipare alla Champions Hockey League 2018-2019. L'8 maggio 2018, attraverso un sondaggio sulla loro pagina Facebook, viene scelta la maglia per la Champions Hockey League 2018/19.

### La stagione 2018/19 - Per la prima volta tra le prime 16 squadre d'Europa
Nella sua seconda partecipazione alla Champions Hockey League, l'Hockey Club Bolzano battono in casa lo Skelleftea AIK e l'IFK Helsinki. La truppa di coach Kai Suikkanen vince anche in Finlandia, spianandosi così la strada per l'approdo agli ottavi di finale della competizione. Qui i Foxes si scontrano contro i cechi dell'HC Skoda Plzen, che hanno agilmente la meglio sugli altoatesini nella doppia sfida di andata e ritorno.
In campionato intanto il Bolzano riesce a mantenersi costantemente nella Top Six, trovando anche la vetta della classifica nel corso della regular season. Poi un calo delle prestazioni che, al termine del Pick Round, porta a un clamoroso esonero di coach Kai Suikkanen a due giorni dall'inizio dei playoffs: il finlandese viene rimpiazzato dal canadese Clayton Beddoes, che viene affiancato in panchina dalla leggenda biancorossa Alexander Egger. Con una squadra dimezzata dagli infortuni, i Foxes vengono eliminati in cinque gare ai quarti di finale dall'EC KAC, che vincerà poi il titolo.

## Il docufilmHockeytown
Il 9 maggio 2019 esce nelle sale cinematografiche Hockeytown, il docufilm girato dallo scrittore bolzanino Daniele Rielli, che racconta l'epica cavalcata dell'Hockey Club Bolzano nella stagione 2017/18, dall'ultimo posto fino alla conquista del Karl Nedwed Trophy. La pellicola ripercorre la storia biancorossa, con le interviste alle leggende della squadra, per poi concentrarsi su quel "Miracle on Ice" del Bolzano con immagini e interviste ai protagonisti. Il docufilm ha ottenuto un quadriplo sold out nelle prime serate ed è stato proiettato anche a Milano.

## Maglie ritirate
Il 24 febbraio 2019, per la prima volta nella sua storia, l'Hockey Club Bolzano ritira ufficialmente un numero di maglia, il #33 di Gino Pasqualotto. La cerimonia di innalzamento della maglia si svolge davanti a un Palaonda gremito, alla presenze di numerose leggende che hanno fatto la storia della squadra e della società.

## Sparkasse Arena
Dal 1953 al 1993 la squadra ha avuto come ghiaccio di casa il palazzo del ghiaccio di via Roma. Si trattava del padiglione 1 della vecchia fiera di Bolzano, che ogni anno, all'inizio della stagione invernale, veniva adibito a palazzo del ghiaccio.
Dalla stagione 1993/94, il Bolzano gioca le proprie partite casalinghe alla Sparkasse Arena, impianto dalla capacità di oltre 6.738 persone inaugurato per i campionati mondiali di hockey su ghiaccio che l'Italia ospitò nella primavera del 1994.

## Palmarès

### Competizioni nazionali
- Campionato italiano: 19

1962-63, 1972-73, 1976-77, 1977-78, 1978-79, 1981-82, 1982-83, 1983-84, 1984-85, 1987-88 
1989-90, 1994-95, 1995-96, 1996-97, 1997-98, 1999-00, 2007-08, 2008-09 e 2011-12
- Coppa Italia: 3

2003-04, 2006-07 e 2008-09
- Supercoppa italiana: 4

2004, 2007, 2008 e 2012

### Competizioni internazionali
- Österreichische Eishockey-Liga: 2

2013-14, 2017-18
- Coppa delle Alpi: 1

1962-63
- Alpenliga: 1

1993-94
- Torneo Sei Nazioni: 1

1994-95

## Roster 2025/2026

### Portieri
- 35  Gianluca Vallini
- 38  Samuel Harvey

### Difensori
- 08  Maxwell Gildon
- 15  Enrico Miglioranzi
- 27  Jason Seed
- 44  Scott Valentine
- 45  Mark Barberio
- 53  Enrico Larcher
- 73  Philip Samuelsson
- 90  Dylan Di Perna

### Attaccanti
- 03  Braden Christoffer
- 09  Daniel Mantenuto
- 10  Dustin Gazley
- 11  Cristiano DiGiacinto
- 18  Bryce Misley
- 19  Bradley McClure
- 24  Cole Schneider
- 29  Shane Gersich
- 39  Brett Pollock
- 67  Matthew Bradley
- 68  Michele Marchetti
- 77  Pascal Brunner
- 93  Luca Frigo
- 94  Daniel Frank

### Allenatore
- Kurt Kleinendorst

## Roster delle stagioni precedenti
- Hockey Club Bolzano 2015-2016

## Giocatori

### Capitani (dal 1973)

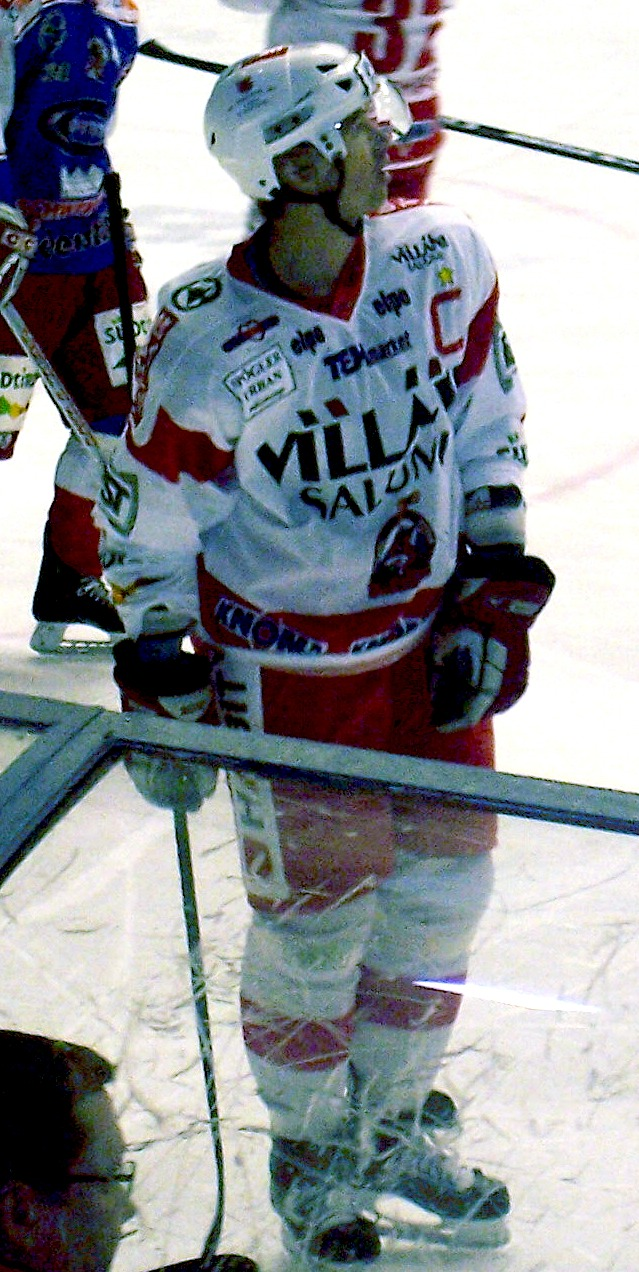
L'ex capitano, Roland Ramoser

| Stagioni  | Stagioni  | Capitano/i                            |
| dalla     | alla      | Capitano/i                            |
| --------- | --------- | ------------------------------------- |
| 1973-1974 | 1975-1976 | Arnaldo Vattai                        |
| 1976-1977 | 1979-1980 | Rolando Benvenuti                     |
| 1980-1981 | 1984-1985 | Hubert Gasser                         |
| 1985-1986 | 1986-1987 | Gino Pasqualotto                      |
| 1987-1988 | 1987-1988 | Norbert Gasser                        |
| 1988-1989 | 1990-1991 | Moreno Trisorio                       |
| 1991-1992 | 1991-1992 | Gino Pasqualotto                      |
| 1992-1993 | 1997-1998 | Robert Oberrauch                      |
| 1998-1999 | 2002-2003 | Martin Pavlu                          |
| 2003-2004 | 2003-2004 | Christian Timpone                     |
| 2004-2005 | 2004-2005 | Christian Timpone Christian Alderucci |
| 2005-2006 | 2005-2006 | Christian Timpone Roland Ramoser      |
| 2006-2007 | 2009-2010 | Roland Ramoser                        |
| 2010-2011 | 2017-2018 | Alexander Egger                       |
| 2018-2019 | 2021-2022 | Anton Bernard                         |
| 2022-2023 |           | Daniel Frank                          |

## Allenatori
| Anni      | Allenatore                                                |
| --------- | --------------------------------------------------------- |
| ?         |                                                           |
| 1953/54   | Milan Mataus                                              |
| ?         |                                                           |
| 1962–1965 | Carmine Tucci                                             |
| 1966/67   | Lolek Cetkovský                                           |
| 1968/69   | Bohuslav Rejda                                            |
| ?         |                                                           |
| 1972–1974 | Gino Camin, Gerard Morin                                  |
| 1974/75   | Sandy Archer                                              |
| 1975/76   | Jack Holmes                                               |
| 1976–1979 | Gösta Johansson                                           |
| 1979–1981 | Jack Holmes                                               |
| 1981–1983 | Jaroslav Pavlů                                            |
| 1983/84   | Toni Waldmann                                             |
| 1984–1989 | Ron Chipperfield                                          |
| 1989–1991 | Rudi Hiti                                                 |
| 1991      | Bernie Johnston                                           |
| 1991–1994 | Ron Ivany                                                 |
| 1994–1996 | Bob Manno                                                 |
| 1996/97   | Adolf Insam                                               |
| 1997/98   | Roberto Varotto, Czesław Panek                            |
| 1998/99   | Kent Johansson                                            |
| 1999/00   | Bernd Haake                                               |
| 2000/01   | Czesław Panek                                             |
| 2001/02   | Tom Coolen, Robert Oberrauch                              |
| 2002/03   | Ron Kennedy                                               |
| 2003/04   | Michail Wassiljew                                         |
| 2004/05   | Riccardo Fuhrer, Bruno Zarrillo                           |
| 2005/06   | Johan Strömwall                                           |
| 2006/07   | John Sletvoll, Stefan Mair, Doug McKay, Morgan Samuelsson |
| 2007/08   | Jari Helle, Jamie Dumont, Doug McKay                      |
| 2008/09   | Jari Helle                                                |
| 2009/10   | Jamie Bartman, Jari Helle                                 |
| 2010–2012 | Adolf Insam                                               |
| 2012/13   | Brian McCutcheon                                          |
| 2013/14   | Tom Pokel                                                 |
| 2014/15   | Mario Simioni, Don MacAdam                                |
| 2015-17   | Tom Pokel                                                 |
| 2017/18   | Pat Curcio, Kai Suikkanen                                 |
| 2018/19   | Kai Suikkanen, Clayton Beddoes                            |
| 2019/20   | Clayton Beddoes, Greg Ireland                             |
| 2020/21   | Greg Ireland                                              |
| 2021/22   | Doug Mason, Greg Ireland                                  |
| 2022/23   | Glen Hanlon                                               |
| 2023/24   | Niklas Sundblad, Glen Hanlon                              |
| 2024-     | Glen Hanlon                                               |

## Presidenti
| Anni      | Presidente                  |
| --------- | --------------------------- |
| 1933-1936 | Arturo Tava                 |
| 1936-1937 | Mario De Cesare             |
| 1937-1940 | Arturo Isotti               |
| 1940-1942 | Barone Vittorio Altenburger |
| 1945-1948 | Gino Beccaro                |
| 1948-1949 | Ernst Holzer                |
| 1949-1950 | Giacomo Gritti              |
| 1951-1953 | Luigi Marcolla              |
| 1953-1955 | Angiolo Facchin             |
| 1955-1960 | Lino Ziller                 |
| 1960-1964 | Alcide Berloffa             |
| 1964-1965 | Lino Ziller                 |
| 1965-1966 | Luis Oberrauch              |
| 1966-1970 | Lino Ziller                 |
| 1970-1979 | Ander Amonn                 |
| 1979      | Toni Pichler                |
| 1980      | Giancarlo Bolognini         |
| 1980-1983 | Toni Pichler                |
| 1983-1991 | Michl Ebner                 |
| 1991-1997 | Otto Massimo                |
| 1997-2010 | Dieter Knoll                |
| 2010-2023 | Otto Massimo                |
| 2023-     | Michele Nobile              |

## Denominazioni e sponsorizzazioni
La squadra nel corso degli anni ha cambiato più volte la denominazione ufficiale, legandola di volta in volta ai diversi sponsor. Dal 2007-08 la denominazione completa è stata Hockey Club Bolzano Interspar, dalla stagione 2013/14, primo anno in EBEL, la denominazione della squadra è invece HCB Südtirol-Alto Adige. Dal 2016 la squadra ha preso il nome di HCB Südtirol-Alto Adige Alperia.
Per la prima volta il cambio di nome avvenne nel 1958, quando fu denominata Hockey Club Bolzano OZO (società nata dalla fusione tra HC Bolzano e Scoiattoli Bolzano). Mantenne questa denominazione per due stagioni, fino a quando lo sponsor principale divenne la Graetz, e conseguentemente la squadra fu rinominata Hockey Club Bolzano Graetz, ancora per due stagioni.
Fino al 1967 la squadra manterrà il nome senza sponsor, ma dalla successiva fu il birrificio Forst a dare il proprio nome alla squadra, che si chiamò Hockey Club Bolzano Forst nel 1967-68 e nel 1968-69. Questa denominazione ritornò poi molti anni dopo, dal 1995-96 al 2005-06.
Le altre denominazioni furono Hockey Club Bolzano Coca Cola (dal 1970-71 al 1976-77), Hockey Club Bolzano Henkell (nel 1977-78), Hockey Club Bolzano Despar (nel 1978-79), Hockey Club Bolzano Würth (dal 1979-80 al 1985-86 e poi nuovamente nel 1994-95), Hockey Club Bolzano Dival (dal 1986-87 al 1988-89), Hockey Club Bolzano Lancia (dal 1989-90 al 1991-92), Hockey Club Bolzano Plose (nel 1992-93), Hockey Club Bolzano Q8 (nel 1993-94), Hockey Club Bolzano Villani (nel 2006-07).